# محمد حمید طهماسی
محمد حمید طهماسی (زاده: ۱۳۵۸ خورشیدی ، ولایت غزنی) سیاستمدار افغانستانی و وزیر کنونی وزارت حمل و نقل و هوانوردی افغانستان در دولت وحدت ملی به ریاست جمهوری محمد اشرف غنی است. وی در ۳ اسد/مرداد ۱۳۹۶ پس از محمد الله بتاش به عنوان سرپرست وزارت حمل و نقل و هوانوردی تعیین شد و ۱۳ قوس/آذر ۱۳۹۶ توانست رای اعتماد پارلمان را کسب کند.

## زندگی‌نامه
محمد حمید طهماسی زاده ۱۳۵۸ از ولایت غزنی است. وی مدرک لیسانس/کارشناسی خود را در سال ۱۳۸۴ در رشته حقوق از دانشگاه کابل کسب کند. در سال ۱۳۹۲ تحصیلات خود را در مقطع ماستری/کارشناسی ارشد شروع کرد و توانست در رشته حقوق فارغ تحصیل شود. 

### فعالیت‌ها
- فعالیت به عنوان دادستان (سارنوال).
- همکاری با سازمان یوناما در سِمت آمر حقوق بشر؛ بین سال‌های ۱۳۸۶-۱۳۸۷.
- مشاور حقوقی در اداره مستقل ارگان‌های محلی.
- رئیس تفتیش و بررسی ریاست عمومی اداره امور ریاست جمهوری.
- معین تأمیناتی وزارت امور داخله/کشور.